# Anoectangium madagassum
Anoectangium madagassum là một loài rêu trong họ Pottiaceae. Loài này được Renauld & Paris mô tả khoa học đầu tiên năm 1909.